# Sylows satser
Sylows satser är en samling matematiska satser inom gruppteori uppkallade efter Ludwig Sylow . Sylows första sats ger ett tillräckligt villkor för att en ändlig grupp ska ha en undergrupp av ordning {\displaystyle p^{m}} där p är ett primtal. Sylows andra sats säger att två p-Sylowundergrupper är konjugerade och Sylows tredje sats uttalar sig om antalet p-Sylowundergrupper.
Sylows satser och p-Sylowundergrupper är mycket viktiga inom ändlig gruppteori, speciellt inom klassificering av ändliga enkla grupper. På sätt och vis är Sylows satser en omvändning till Lagranges sats.

## p-Sylowundergrupper
För ett primtal p är en p-grupp en grupp sådan att varje element i gruppen har ordning som är en potens av p. Dvs, om g är ett element i gruppen finns ett tal {\displaystyle p^{m}} så att {\displaystyle g^{p^{m}}} är identitetselementet. En p-undergrupp till en grupp G är en undergrupp som är en p-grupp.
En p-Sylowundergrupp H är en maximal p-undergrupp, dvs en p-undergrupp sådan att det finns någon annan p-undergrupp som innehåller H.

## Sylows satser

### Sylows första sats
Om G är en ändlig grupp, p är ett primtal och {\displaystyle p^{m}} delar {\displaystyle |G|} så finns en undergrupp i G av ordning {\displaystyle p^{m}}.
En enkel följdsats av den här satsen är Cauchys sats: För varje ändlig grupp G och varje primtal p som delar {\displaystyle |G|} så finns ett element i G med ordning p.

### Sylows andra sats
För en ändlig grupp G och ett primtal p, så är alla p-Sylowundergrupper i G konjugerade (och därför isomorfa), dvs om H och K är p-Sylowundergrupper finns ett element g i G så att {\displaystyle H=gKg^{-1}}.

### Sylows tredje sats
Om G är en ändlig grupp, p är ett primtal som delar {\displaystyle |G|} och {\displaystyle n_{p}} är antalet p-Sylowundergrupper i G så är {\displaystyle n_{p}} en delare till {\displaystyle |G|} och {\displaystyle n_{p}\equiv 1\mod p}.

### Följder
Ur Sylows satser följer det att för varje primtal p är varje p-Sylowundergrupp av samma ordning, {\displaystyle p^{n}}, och omvänt är varje delgrupp av ordning {\displaystyle p^{n}} en p-Sylowundergrupp.
Ur Sylows tredje sats följer det att om {\displaystyle n_{p}=1} är p-Sylowundergruppen till G en normal delgrupp.

## Exempel
Låt G vara en grupp med ordning 15 = 3 · 5. Sylows tredje sats ger att {\displaystyle n_{3}} måste dela 5 och vara 1 (mod 3), vilket ger att {\displaystyle n_{3}=1}. Alltså finns endast en undergrupp av ordning 3 och den är normal. På samma sätt får man att det bara finns en undergrupp av ordning 5 och att även den är normal. Då 5 och 3 är relativt prima så är snittet mellan undergruppen trivialt, vilket ger att G är den inre direkta produkten av grupper av ordning 3 och 5, dvs den cykliska gruppen av ordning 15. Alltså finns, upp till isomorfi, endast en grupp av ordning 15.

### Fotnoter
1. ↑  Ludwig Sylow (1872). ”Théorèmes sur les groupes des substitutions”. Mathematische Annalen 5:  sid. 584-594. https://gdz.sub.uni-goettingen.de/download/pdf/PPN235181684_0005/PPN235181684_0005.pdf.